# No Sound But a Heart
No Sound But a Heart è l'ottavo album in studio della cantante britannico-statunitense Sheena Easton, pubblicato nel 1987.

## Tracce
1. Eternity
2. Still Willing to Try
3. Still in Love (featuring Steve Perry)
4. Wanna Give My Love
5. The Last to Know
6. No Sound But a Heart
7. What If We Fall in Love (featuring Eugene Wilde)
8. No Ordinary Love
9. Floating Hearts